# Stachylina pedifer
Stachylina pedifer är en svampart som beskrevs av M.C. Williams & Lichtw. 1983. Stachylina pedifer ingår i släktet Stachylina och familjen Harpellaceae.   Inga underarter finns listade i Catalogue of Life.